# Roman Vonášek
Roman Vonášek (* 8. Juli 1968 in Strakonice) ist ein ehemaliger tschechischer Fußballspieler und derzeitiger Funktionär.

## Karriere
Roman Vonášek begann mit dem Fußballspielen im Alter von elf Jahren bei Sokol Bělčice. Mit 13 Jahren wechselte er zu TJ Blatná, zwei Jahre später zu Spartak Písek. Seinen Wehrdienst verbrachte er bei drei Vereinen: drei Monate spielte er bei RH České Budějovice, ein weiteres Vierteljahr in Aš bei der zweiten Mannschaft von RH Cheb, anderthalb Jahre spielte er für RH Okula Nýrsko. In dieser Zeit meldeten sich sowohl Dynamo České Budějovice als auch Škoda Pilsen bei dem Stürmer, der sich entschied, nach Pilsen zu wechseln.
Nach zweieinhalb Jahren in der Zweiten Liga wurde Vonášek im Januar 1992 von Sparta Prag verpflichtet, wo er zuerst zum Mittelfeld-, schließlich zum Abwehrspieler umfunktioniert wurde.
Für Sparta Prag debütierte er, nach einem Kurzeinsatz in der Liga, gegen den FC Barcelona in der Champions League über neunzig Minuten, die Prager gewannen auch dank einer außerordentlichen Leistung Vonášeks mit 1:0. In der letzten Saison der Tschechoslowakei konnte sich Sparta Prag den Titel sichern und gewann zudem den Tschechischen Pokal. 
In der Nationalmannschaft debütierte Roman Vonášek am 23. Februar 1994 in Istanbul. Es war das erste Länderspiel der eigenständigen Tschechischen Republik, die mit 4:1 gewann. Sieben weitere Einsätze für Tschechien folgten, der letzte am 9. Februar 1999 ausgerechnet in Belgien. Die Tschechen gewannen in Brüssel durch ein Tor von Jan Koller mit 1:0. 
Nach zwei weiteren Meistertiteln und einem Pokalsieg wechselte Vonášek in die belgische Liga zum KSC Lokeren. Mit Jan Koller, Václav Budka sowie dem Torhüter Jan Musil spielten drei weitere Landsleute in Lokeren und bildeten eine kleine tschechische Kolonie. Nach sechs Jahren, in denen Vonášek regelmäßig im defensiven Mittelfeld spielte, verließ er 2002 im Streit den Verein und spielte fortan für Cercle Brügge. Im Sommer 2003 wechselte er zum in die dritte Liga degradierten KV Mechelen, der trotz neun Punkten Abzug um den Aufstieg in die zweite belgische Liga spielen konnte.
2004 kehrte Vonášek schließlich nach Tschechien zurück und trat für den Viertligisten TJ Klatovy an, gleichzeitig war er Trainerassistent. Nach zwei Jahren wechselte er im Sommer 2006 ins Management des Klubs, spielte aber, wenn es die Zeit erlaubte, für den sechstklassigen Sokol Křimice. Darüber hinaus war er in einer Verwaltungsposition bei der Tschechischen Nationalmannschaft tätig. Von Januar 2007 bis Januar 2008 war er Leiter der Erstligamannschaft verpflichtet des Viktoria Pilsen. Seit Juni 2008 ist er Sekretär der Jugendkommission beim tschechischen Fußballbund.